# NGC 7620
NGC 7620 ist eine Spiralgalaxie vom Hubble-Typ Scd im Sternbild Pegasus am Nordsternhimmel, die schätzungsweise 413 Millionen Lichtjahre von der Milchstraße entfernt ist. Sie wird als Starburstgalaxie mit ausgeprägten Sternentstehungsgebieten beschrieben.
Entdeckt wurde das Objekt am 5. September 1864 von Albert Marth.